# That Mothers Might Live
That Mothers Might Live (Che le madri vivano) è un cortometraggio del 1938 diretto da Fred Zinnemann.

## Trama
Docu-drama sugli sforzi pionieristici del medico ungherese del XIX secolo Ignaz Philipp Semmelweis (1818-1865). Fu il primo a rendersi conto che la morte di nuove madri era derivata dal fatto, che i medici non si lavavano le mani prima di curare un paziente. Grazie alla sua scoperta, i casi di mortalità dopo il parto diminuirono drasticamente riducendo così la mortalità materna.

## Location
- Los Angeles County/USC Medical Center - 1200 N. State Street, Los Angeles, California, USA

## Colonna sonora
- Waltz 15 in A flat major (Lullaby), Op.39 di Johannes Brahms

## Riconoscimenti
- Oscar al miglior cortometraggio[1]